# Meterizi
Meterizi (en serbe cyrillique : Метеризи) est un village du sud du Monténégro, dans la municipalité de Cetinje.

## Démographie

### Évolution historique de la population[1]
| 1948 | 1953 | 1961 | 1971 | 1981 | 1991 | 2003 |
| ---- | ---- | ---- | ---- | ---- | ---- | ---- |
| 277  | 242  | 198  | 155  | 106  | 41   | 65   |